# Bridgewater Bridge and Causeway
Le Bridgewater Bridge and Causeway est une chaussée notamment constituée d'un pont qui traverse la Derwent River en Tasmanie, Australie entre les villes de Bridgewater (en) et de Granton. Il consiste en un pont levant vertical et en une digue reliant le pont à la rive est de la rivière. Il comporte une route à 2 bandes, une seule ligne de chemin de fer et, sur le pont, un chemin piétonnier. Comme le pont est la connexion majeure entre la Midland Highway sur la rive est et la Brooker Highway sur la rive ouest, l'activation du pont peut causer des retards routiers considérables, dépendant du temps et de la saison.

## Histoire
Le Bridgewater Bridge était l'un des premiers pont construits en Tasmanie suivant la colonie britannique en 1803, et donna son nom à la banlieue proche de Bridgewater (en), à Hobart. Le Lieutenant-Gouverneur George Arthur commanda la construction du pont et de la digue, comme une partie de la Trunk Road, reliant les villes de Launceston et de Hobart, facilitant ainsi l'accès aux terres agricoles du centre de la Tasmanie.

### La chaussée
La construction commença sur le pont en 1829. La chaussée fut construite en premier par 200 condamnés. Ces condamnés, en n'utilisant rien d'autre que des brouettes, des pelles et des pioches, et leur simple force musculaire, déplacèrent 2 millions de tonnes de terres, de pierres et d'argiles. La digue terminée s'étala sur 1,3 kilomètre, bien qu'elle ne couvrait pas toute la largeur de la Derwent River. Le plan original voulait apparemment la construction d'un viaduc, mais ce plan fut abandonné et les voûtes à moitié construites ont été remplies pour former l'actuelle digue.

### Les premiers ponts
Une fois la chaussée achevée, la profondeur de la section navigable de la rivière fut mesurée, mais ne pouvait pas faire face aux exigences du trafic. Pour résoudre ce problème, le premier pont passant à cet endroit de la Derwent River fut ouvert en 1849. Le pont fut dessiné par le cabinet d'architecte, et ancien condamné, James Blackburn. Étant un pont tournant, il peut pivoter sur lui-même, permettant aux bateaux de passer. À la fin des années 1870, le Launceston-Hobart Railway appela à la modification de la digue afin qu'ils puissent y établir des rails. L'élargissement de la chaussée et du pont étant nécessaire, ils furent également modifiés.
Le 22 juillet 1886, un train venant du nord était de passage sur le pont lorsqu'il quitta les rails et se renversa, se suspendant dangereusement au-dessus de l'eau, sur le bord de l'extrémité sud du pont. Personne ne fut tué et la locomotive était récupérable.